# Bernardia lagunensis
Bernardia lagunensis är en törelväxtart som först beskrevs av Marcus Eugene Jones, och fick sitt nu gällande namn av Louis Cutter Wheeler. Bernardia lagunensis ingår i släktet Bernardia och familjen törelväxter. Inga underarter finns listade i Catalogue of Life.